# Chlosyne vanduzeei
Chlosyne vanduzeei är en fjärilsart som beskrevs av Gunder 1928. Chlosyne vanduzeei ingår i släktet Chlosyne och familjen praktfjärilar. Inga underarter finns listade i Catalogue of Life.